# Єкатеринославська сільська рада (Тюльганський район)
Єкатериносла́вська сільська рада (рос. Екатеринославский сельский совет) — сільське поселення у складі Тюльганського району Оренбурзької області Росії.
Адміністративний центр — село Єкатеринославка.

## Населення
Населення — 589 осіб (2019; 651 в 2010, 848 у 2002).

## Склад
До складу сільської ради входять:
| Населений пункт       | Населення, осіб (2002) | Населення, осіб (2010) |
| --------------------- | ---------------------- | ---------------------- |
| Аустяново, село       | 168                    | 109                    |
| Єкатеринославка, село | 514                    | 436                    |
| Савельєвка, село      | 25                     | 10                     |
| Стрітинка, село       | 141                    | 96                     |